# Reinald Schnell
Reinald Schnell (* 23. Oktober 1935 in Wuppertal-Barmen) ist ein deutscher Dokumentarfilmer, Schauspieler und Maler.

## Leben
Reinald Schnell ist in einem Umfeld aufgewachsen, in dem Kunst und Kultur zum wesentlichen Bestandteil des Lebens gehörten. Zu den Freunden der Familie zählten u. a. Otto Pankok, Günter Bruno Fuchs und Luise Rinser, die mit dem Komponisten und Dirigenten H. G. Schnell verheiratet war. Der Wohnwechsel nach Mülheim an der Ruhr förderte Schnells Interesse am Dokumentar- und Experimentalfilm. In Mülheim an der Ruhr wirkten so unterschiedliche Filmemacher wie Werner Nekes, Peter Nestler, Rainer Komers, Christoph Schlingensief oder Dore O.; mit den meisten von ihnen hat er zusammengearbeitet. Mehr als dreißig Filme hat Schnell veröffentlicht.
Schnell ist gesellschaftspolitisch engagiert. So gehört er zu den Mitbegründern der DFU sowie des Filmbüro NW und ist Mitglied im Landesvorstand Nordrhein-Westfalen der Gewerkschaft ver.di im Bereich Kunst und Medien. Neben seiner filmischen Arbeit war er auch freier Mitarbeiter für die Sendereihe Schauplatz beim WDR 3-Fernsehen. Schnell ist verheiratet und lebt in Mülheim an der Ruhr.
Er ist der Sohn von Robert Wolfgang Schnell.

## Filmographie (Auswahl)

### Als Autor
- 1964 Mülheim/Ruhr (Dokumentarfilm) mit Peter Nestler; Musik: Dieter Süverkrüp
- 1965 Rheinstrom (Dokumentarfilm) mit Robert Wolfgang Schnell und Peter Nestler
- 1972 Das Moorsoldaten-Lied (Dokumentarfilm)
- 1980 Das Betonboot (Dokumentarfilm, WDR)
- 1982 Passion von Otto Pankok (Dokumentarfilm, WDR)
- 1985 Kassenberg: Arbeit, Leben, Kunst (Dokumentarfilm)
- 1985 Der Bauer und sein Hund (Literaturfilm; Text und Bilder: Reinald Schnell)
- 1988 Die Bank mit Anna Fechter; Text und Drehbuch: Reinald Schnell
- 1990 Der Monolog mit Anna Fechter; Text und Drehbuch: Reinald Schnell; Musik: Theo Jörgensmann
- 1995 Eroberung des Schönen mit  Robert Bossard und Friedhelm Schrooten, (Avantgardistische Kammeroper, WDR)

### Als Schauspieler
- 1975 Der gerechte Krieg  von Lutz Mommartz/Hartmut Kaminski
- 1979 Hurrycan von Werner Nekes
- 1983 Klassenverhältnisse von Jean-Marie Straub; mit Mario Adorf, Irm Hermann, Alfred Edel, Harun Farocki u. a.
- 1985/6 Menu Total von Christoph Schlingensief; mit Anna Fechter, Helge Schneider u. a.
- 1990 Das deutsche Kettensägenmassaker von Christoph Schlingensief; mit Udo Kier, Irm Hermann u. a.

## Veröffentlichungen (Auswahl)

### Als Autor
- Bauern malen Bilder mit Fotos von Peter Nestler; Asso Verlag; Oberhausen, 1973
- Das Ruhrgebiet im Film; Herausgeber: Westdeutsche Kurzfilmtage Oberhausen, 1978
- Meine Mutter die Malerin, Bergische Almanach, 1992
- Entscheidung zu einem Weg; IG Medien NRW, 2001

### Über Schnell
- Reinald Schnell – ein junger Filmemacher aus Mülheim/Ruhr; ein Gespräch mit Viktoria Krützer; Frauen für den Frieden, 1972
- Ein Dokumentarfilm über die Stadt; Sachbuch rororo, 1979
- Mülheim liegt am Mississippi; Klartext Verlag, Essen, 1990
- "Autobiografische Werkschau" Bahnhof Langendreer, Bochum (1996).
- 101 Filme zum Ruhrgebiet 1963–2004.
- Dokumentarfilminitiative   Michael Girke sprach mit Reinald Schnell über: "Heimat schöne Fremde".[2]